# Тайна красной планеты
«Та́йна кра́сной плане́ты» (англ. Mars Needs Moms) — американский компьютерный анимационный научно-фантастический фильм, созданный киностудиями ImageMovers Digital и выпущенный компанией Walt Disney Pictures. Главный герой картины, основанной на одноимённой книге Berkeley Breathed, — девятилетний мальчик по имени Майло, который, поссорившись с матерью, наконец понимает потребности семьи и должен спасти свою родительницу после того, как её, спящую, похитили марсиане. Сценарий был написан в соавторстве с Саймоном Уэллсом. В фильме снимались Сет Грин (захват движения) и новичок Сет Даски (голос) в роли Майло. Голосовой состав также включает Дэна Фоглера, Элизабет Арнуа, Минди Стерлинг и Джоан Кьюсак. Это был второй и последний фильм киностудии ImageMovers Digital, перед тем как она была повторно поглощена киностудией ImageMovers.
«Тайна красной планеты» вышла на экраны кинотеатров с 11 марта 2011 года, в форматах Disney Digital 3D, RealD 3D и IMAX. Фильм получил смешанные и отрицательные отзывы критиков, которые хвалили визуальные эффекты, озвучку, музыку и декорации, но критиковали сюжет, драматизм и персонажей. Мнения об анимации захвата движения были неоднозначны: одни с одобрением отмечали, что изображение выглядит реалистично, другие критиковали за то, что при переносе в «зловещую долину» всё выглядело слишком жутко. Картина собрала 39 миллионов долларов по всему миру при бюджете в 150 миллионов долларов, что означало кассовый провал с убытками в 100–144 миллиона долларов.

## Сюжет
Люди не знают,что под поверхностью Марса живёт процветающее, технологически развитое общество марсиан. Руководитель марсиан, Управляющая, наблюдая за Землей, видит, как мать уговаривает своего сына Майло выполнять его работу по дому. Марсиане решают доставить её на Марс, где её память и материнские навыки будут извлечены и переданы следующему поколение няня-роботов, призванных воспитывать детей марсиан вместо родителей. 
Тем временем Майло, который не любит соблюдать домашние правила и выполнять работу по дому и который был отправлен в свою комнату за то, что кормил своего кота Куджо брокколи, со зла говорит матери, что его жизнь была бы без неё лучше, что глубоко её ранит.
Позже той же ночью Майло идёт извиняться, но обнаруживает, что его маму забрали. Он бежит в лес за ней, но они оказываются в разных частях марсианского космического корабля. На Марсе Майло отправляют в подземную тюремную камеру. Неожиданно, дверь его камеры открывается, и ему удается сбежать. Тюремная охрана готовится открыть по нему огонь, но он, повинуясь неизвестному голосу, раздающемуся из динамиков, прыгает в мусорный люк, спускаясь по желобу на нижний, подземный уровень. Там он видит огромную мусорную свалку, на которой живут неопрятные волосатые существа.
Существа окружают Майло, но его внезапно подцепляет неизвестный робот, привязанный к воздушному шару, и уносит на встречу с Грибблом, также известным как Джордж Риббл. Гриббл оказывается землянином, взрослым мужчиной с повадками подростка. Он объясняет Майло, что марсиане планируют извлечь воспоминания мамы Майло на восходе солнца, используя процесс, который убьёт её. Гриббл, который одинок и не хочет, чтобы Майло уходил, делает вид, что помогает Майло найти его мать. Его план проваливается, в результате чего Гриббл попадает в плен, а Майло преследуют солдаты Управляющей. Майло удаётся оторваться от них, но он оказывается в ловушке в закрытой комнате. Пытаясь выбраться через окно, майло срывается и летит вниз. Его спасает Ки, марсианка, которая ранее работала на управляющую, но затем выучила земной язык через просмотр земных телешоу и начала скрытно рисовать цветные граффити. Майло рассказывает ей о том, что ищет свою маму. Ки не может понять чувства и отношения, которые связывают родителей и детей, так как она сама и все нынешнее поколение марсиан воспитывались только няня-роботами и надсмотрщиками, не зная любви.
Майло возвращается в разрушенный дом Гриббла, но обнаруживает, что тот пропал. Домашний робот-питомец Гриббла, Кот-1, помогает Майло пробраться наверх, туда, где Гриббла вот-вот расстреляют. Гриббла и Майло окружают солдаты Управляющей, но Ки бросает им лазерный пистолет, что позволяет им сбежать. Саму Ки спасает Кот-1. Майло и Гриббл, спасаясь от солдат управляющей, проваливаются в расщелину и попадают на ещё более низкий, необитаемый уровень, где Гриббл рассказывает Майло о том, как 20 лет назад он также попал на Марс, пытаясь спасти маму. Гриббл винит себя в том, что марсиане выбрали именно его маму, и сожалеет о том, что не смог её спасти. Майло убеждает Гриббла помочь ему спасти его маму.
Вскоре их находят Ки и Кот-1. Двигаясь в сторону поверхности, они обнаруживают древнюю фреску с изображением марсианской семьи и понимают, что марсианские дети не всегда воспитывались машинами. Гриббл объясняет, что марсианских младенцев женского пола воспитывают няня-роботы в технологически развитом обществе, в то время как младенцев мужского пола отправляют вниз, на свалку, чтобы там их воспитывали взрослые марсиане мужского пола - те самые неопрятные существа, с которыми Майло столкнулся ранее. 
Гриббл и Ки помогают Майло выбраться на поверхность и добраться до аппарата вытяжки памяти, в котором находится его мама. В последний момент Майло удаётся вытащить маму из устройства, после чего электрический разряд, который должен был извлечь память мамы, по проводам направляется на пост наблюдения за поверхностью, где замыкает электронные замки в диспетчерской и выводит из строя няня-роботов. Хаос позволяет марсианам-мужчинам проникнуть в помещение. Там они освобождают детей-марсиан, уничтожая няня-роботов, и нападают на Управляющую и её охрану.  
В это время Майло и его мама надевают кислородные шлемы и пытаются сбежать по поверхности Марса. Однако сумевшая выбраться наружу Управляющая пытается убить их, целясь в них из марсианского орудия. Внезапно появившийся Гриббл бросается на нее, из-за чего она промахивается. Однако её выстрел попадает под ноги Майло, из-за чего он спотыкается и разбивает свой кислородный шлем. Его мама дает ему свой шлем, спасая Майло, но сама начинает задыхаться. Ее спасает Гриббл, который находит кислородный шлем, который он когда-то оставил на поверхности. Он надевает его на голову мамы Майло, спасая ее. Майло извиняется перед мамой за свои предыдущие слова, и они примиряются.
В это время Ки, которая смогла разобраться в управлении космическим кораблем, совершает посадку рядом с ними. Внезапно путь героем вновь преграждает Управляющая. Ки удаётся выбить из её рук оружие, но в это время героев окружают марсианские солдаты. Ки пытается убедить иж, что марсиан должны воспитывать родители и дарить им любовь. Управляющая настаивает, что нынешняя ситуация лучше, потому что, по её мнению, процесс воспитания ребенка в семье отнимает слишком много сил и времени по сравнению с няня-роботами. Марсианские солдаты смотрят на фотографию фрески с семьёй, которую Ки нашла в подземелье, и осознают, что Управляющая все это время обманывала их. Они арестовывают Управляющую, завершая тем самым  ее жестокое правление. Остальные марсиане, видя это, празднуют и обнимаются.
Майло, его мама, Гриббл, Ки и Кот-1 возвращаются на Землю на марсианском корабле. Майло спрашивает Гриббла, хочет ли он остаться на Земле, но Гриббл решает вернуться на Марс, чтобы помочь марсианам измениться и построить новое общество; к тому же он и Ки сблизились и решили начать отношения. Майло и его мама возвращаются домой незадолго до приезда отца семейства из деловой поездки, который замечает, как Майло изменился. В последнем кадре Майло сжигает мусор с помощью последнего оставшегося заряда на марсианском пистолете, который он привез с собой на землю, и улыбается. 
Сцены во время титров показывают, как Гриббл и Ки смогли изменить Марс и его обитателей: детей теперь воспитывают в любящих семьях, а вместо серых стен повсюду теперь яркие, цветные граффити, которые рисуют бывшие солдаты Управляющей. Саму Управляющую в качестве наказания назначили присматривать за детьми.

## Роли озвучивали
- Сет Грин – Майло (захват движения)
- Сет Даски – Майло (голос)
- Дэн Фоглер — Гриббл
- Джоан Кьюсак — Мама
- Элизабет Арнуа — Ки
- Минди Стерлинг — Супервайзер
- Кевин Кахун[англ.] – Чудак
- Том Эверетт Скотт — Папа
- Жаки Барнбрук
- Мэттью Хенерсон
- Адам Дженнингс

## Критика
На вебсайте Rotten Tomatoes лента имеет 37% одобрения со средней оценкой 5.00 из 10 на основе 116 рецензий. Критический консенсус вебсайта гласит: «Солидный актёрский состав и визуально хорошо сделан, но «Тайне красной планеты» не хватает воображения и сердца». На Metacritic фильм имеет 49 баллов из 100 на основе 22 рецензий, что соответствует статусу «Смешанные или средние отзывы».